# Томастон (переписна місцевість, Мен)
Томастон (англ. Thomaston) — переписна місцевість (CDP) в США, в окрузі Нокс штату Мен. Населення — 1836 осіб (2020).

## Географія
Томастон розташований за координатами 44°4′55″ пн. ш. 69°10′46″ зх. д. / 44.08194° пн. ш. 69.17944° зх. д. (44.081867, -69.179452).  За даними Бюро перепису населення США в 2010 році переписна місцевість мала площу 5,58 км², з яких 5,47 км² — суходіл та 0,11 км² — водойми.

## Демографія
Згідно з переписом 2010 року, у переписній місцевості мешкало 1875 осіб у 843 домогосподарствах у складі 506 родин. Густота населення становила 336 осіб/км².  Було 977 помешкань (175/км²).
Расовий склад населення:
| - 96,7 % — білих - 1,2 % — азіатів - 0,5 % — корінних американців - 0,3 % — чорних або афроамериканців |

До двох чи більше рас належало 1,1 %. Частка іспаномовних становила 0,5 % від усіх жителів.
За віковим діапазоном населення розподілялося таким чином: 20,9 % — особи молодші 18 років, 59,8 % — особи у віці 18—64 років, 19,3 % — особи у віці 65 років та старші. Медіана віку мешканця становила 44,1 року. На 100 осіб жіночої статі у переписній місцевості припадало 85,8 чоловіків;  на 100 жінок у віці від 18 років та старших — 78,9 чоловіків також старших 18 років.
Середній дохід на одне домашнє господарство  становив 49 735 доларів США (медіана — 47 250), а середній дохід на одну сім'ю — 51 550 доларів (медіана — 49 875). Медіана доходів становила 37 019 доларів для чоловіків та 40 167 доларів для жінок. За межею бідності перебувало 22,1 % осіб, у тому числі 40,2 % дітей у віці до 18 років та 5,7 % осіб у віці 65 років та старших.
Цивільне працевлаштоване населення становило 962 особи. Основні галузі зайнятості: освіта, охорона здоров'я та соціальна допомога — 25,3 %, роздрібна торгівля — 15,1 %, фінанси, страхування та нерухомість — 11,6 %, публічна адміністрація — 10,0 %.